# Pave Felix 1.
Pave Felix 1. var pave fra 3. januar 269 frem til sin død 30. december 274. (begravet i Calixtus-katakomberne), helgen. Festdag 30. maj.
Der findes ikke særligt meget information om hans pontifikat, men han synes at have givet kirkelig sanktion til den årlige messe ved martyrernes grave, som det allerede var tradition, samt at have lavet love om hvordan kirken konsekreres. Under sit pontifikat afgjorde kejser Aurelian biskoppernes strid i Antiokia således, at kirken skulle indvies af den biskop, med hvilken biskopperne i Italien og i byen Rom stod i kirkelig forbindelse.
Et fragment af et brev til biskop Maximus af Alexandria, som var imod doktrinerne om treenigheden og inkarnationen i polemik mod Paulus af Samosata, er sandsynligvis skrevet af Felix, men der findes endda et flertal andre breve, som sandsynligvis er blevet tilskrevet ham falsk.
Ifølge overleveringer bekymrede han sig meget for de kristne, der blev forfulgt under kejser Aurelian, hvilket har ført til, at nogen mener, at hans kanonisering således er noget uberettiget.[kilde mangler]